# Fraissinet-de-Fourques
Fraissinet-de-Fourques is een gemeente in het Franse departement Lozère (regio Occitanie) en telt 61 inwoners (2009). De plaats maakt deel uit van het arrondissement Florac.
Op 21 februari 1703 richtten opstandige hugenoten een bloedbad aan onder de katholieke bevolking van Fraissinet-de-Fourques tijdens de Oorlog van de Camisards.

## Geografie
De oppervlakte van Fraissinet-de-Fourques bedraagt 20,7 km², de bevolkingsdichtheid is dus 2,9 inwoners per km².
De onderstaande kaart toont de ligging van Fraissinet-de-Fourques met de belangrijkste infrastructuur en aangrenzende gemeenten.

## Demografie
Onderstaande figuur toont het verloop van het inwonertal (bron: INSEE-tellingen).